# Deložacija
Deložacija (franc. déloger = iseliti, istjerati) postupak je prisilnoga iseljenja stanara ili zakupnika iz stana ili iz zakupljenoga dobra.
U nekim državama, to također može uključivati uklanjanje osobe iz prostorija, koje su preuzete od strane vjerovnika (često su vlasnici imali hipoteku).  
Ovisno o pravosuđu, deložaciji obično predstoji tužba, zbog neplaćanja troškova stanovanja. U jeku gospodarske krize, mnogi građani nisu više u stanju plaćati stambene kredite pa banka zahtijeva deložaciju njihove imovine, koja se nakon toga preprodaje novom vlasniku na dražbi. Obično se dužnicima prije deložacije šalje nalog za deložaciju na kućnu adresu, ali u novije vrijeme u Hrvatskoj, deložacije se odvijaju i bez prethodne najave. Razlog za to su neuspjeli pokušaji deložacija, koje su bile unaprijed najavljene pa su i neke građanske udruge poput „Živog zida“ sudjelovale u ometanju policije prilikom deložacije pa do deložacije nije došlo, sve dok se ona nije obavila tajno bez prethodne najave. U Hrvatskoj je 2012., na dražbu dospjelo ukupno 1,715 kuća i 621 stan.